# Lady Gorgon
Lady Gorgon (Tanya Adrian) es un personaje ficticio, una supervillana que aparece en los cómics estadounidenses publicados por Marvel Comics. Creado por Matt Fraction, Rick Remender y Howard Chaykin, el personaje hizo su primera aparición en Punisher War Journal Vol. 2, # 20 (agosto de 2008). Ella es una enemiga de Punisher.

## Historial de publicaciones
Lady Gorgon fue presentada en Punisher War Journal Vol. 2, # 20-21, y reapareció en Franken-Castle # 17-18, y Punisher: In the Blood # 1-5.

## Biografía ficticia
Uniéndose a La Mano, Lady Gorgon y su séquito son contratados por Jigsaw para asesinar a Punisher por € 50.000.000. Después de que un grupo de ninjas de la Mano acecha y hiere a Punisher, Gorgon y sus dos socios, Silueta e Illuminación, se enfrentan al justiciero y declaran su intención de matarlo, y sus amos lo resucitan como sirviente de la Mano.
La batalla que siguió entre Punisher y Gorgon es interrumpida por los agentes de S.H.I.E.L.D., Domino, Silver Sable y Valentina Allegra de Fontaine. Mientras sus aliados combaten al personal de S.H.I.E.L.D., Gorgon persigue a Punisher hasta un albergue y lo saca al aire libre usando su telepatía para hacerle experimentar la muerte de un vagabundo al que le corta la garganta. Mientras domina a Punisher, Gorgon es atacada por Silver Sable; debido a que Sable la distrae, Gorgon recibe un disparo en la cabeza de Punisher.
Por no asesinar a Punisher, Gorgon fue expulsada de la Mano. En un intento por reclamar su honor, Gorgon contrata a tres miembros del Escuadrón Científico Shaolin para ayudarla a asesinar al Punisher, que desde entonces se había convertido en una entidad parecida a un Monstruo de Frankenstein llamado Franken-Castle. Franken-Castle mata a dos de los miembros del Escuadrón Científico de Shaolin, mientras que el tercero recibe un disparo en la cabeza desde lejos por Gorgon para evitar que sea interrogado por Franken-Castle. Gorgon se retira a Tokio, donde adquiere la Espada Izanami-no-Mikoto, una reliquia de la Mano que cree que puede ganar su aceptación de nuevo en la organización. Franken-Castle localiza a Gorgon, y su batalla subsiguiente los lleva a la base de la Mano en Kabukichō, donde Gorgon es empalada con la espada Izanami-no-Mikoto por su antiguo maestro, Kazu Yoshiokya.
Gorgon nuevamente sobrevivió, y Jigsaw y Stuart Clarke se acercaron a ella, a quienes permitió alterar su apariencia y características (como su voz) para que pudiera hacerse pasar por María Castle como parte de un complot para matar a Punisher. Gorgon tortura psicológicamente a Punisher haciéndose pasar por María, y luego intenta matarlo con un lanzallamas en la guarida de Jigsaw. Punisher se rinde, incapaz de luchar contra lo que él cree que es su esposa, hasta que su aliado, Henry, le informa que la mujer es una impostora. En un ataque de rabia, Punisher golpea y apuñala a Gorgon hasta la muerte, mientras ella se burla de él diciendo: "Supongo que lo has descubierto. Me pregunto... podrías ser engañado tan fácilmente. Tengo que preguntarte cuánto la recuerdas ahora? Estos años después...

## Poderes y habilidades
Gorgon es una telépata capaz de controlar mentes, leer pensamientos y unir mentes, esta última es una habilidad que utiliza en combate al obligar a los oponentes a experimentar las emociones, el dolor y la muerte de los demás. El personaje también se describe como un experto con espadas y armas de fuego, y es incapaz de ser observado a través de medios artificiales, como imágenes de satélite.